# S.C.A.N. 20
Die S.C.A.N. 20 war ein zweisitziges Ausbildungsflugboot des französischen Herstellers Société de Construction Aéronavale.

## Geschichte
Die S.C.A.N. 20 wurde nach einer Ausschreibung des französischen Luftfahrtministeriums für ein Ausbildungsflugboot der „Marine nationale“ entwickelt. Der Prototyp wurde 1941 von Bernard Devèze konstruiert und nach der Besetzung von Vichy-Frankreich im Geheimen weiter gebaut. Der Erstflug erfolgte am 6. Oktober 1945. 30 Flugzeuge mit dem stärkeren Potez-8D-Triebwerk wurden für die französische Marine in Auftrag gegeben, jedoch nur 23 geliefert. Nach einer anderen Quelle wurde der Auftrag der französischen Regierung über lediglich 23 Maschinen vor der Bauausführung jedoch storniert.

## Konstruktion
Die Maschine war ein zum großen Teil aus Holz aufgebauter freitragender Schulterdecker mit unter den äußeren Tragflächen angeordneten Stützschwimmern. Sie besaß ein hochangesetztes Doppelleitwerk und ein geschlossenes Cockpit für vier Personen mit nebeneinander befindlichen Sitzen in zwei Reihen. Der Prototyp war mit einem Béarn-6-D-Reihenmotor über der Tragfläche ausgerüstet und trieb einen Druckpropeller an.

## Militärische Nutzung
FrankreichFranzösische Marine

## Technische Daten

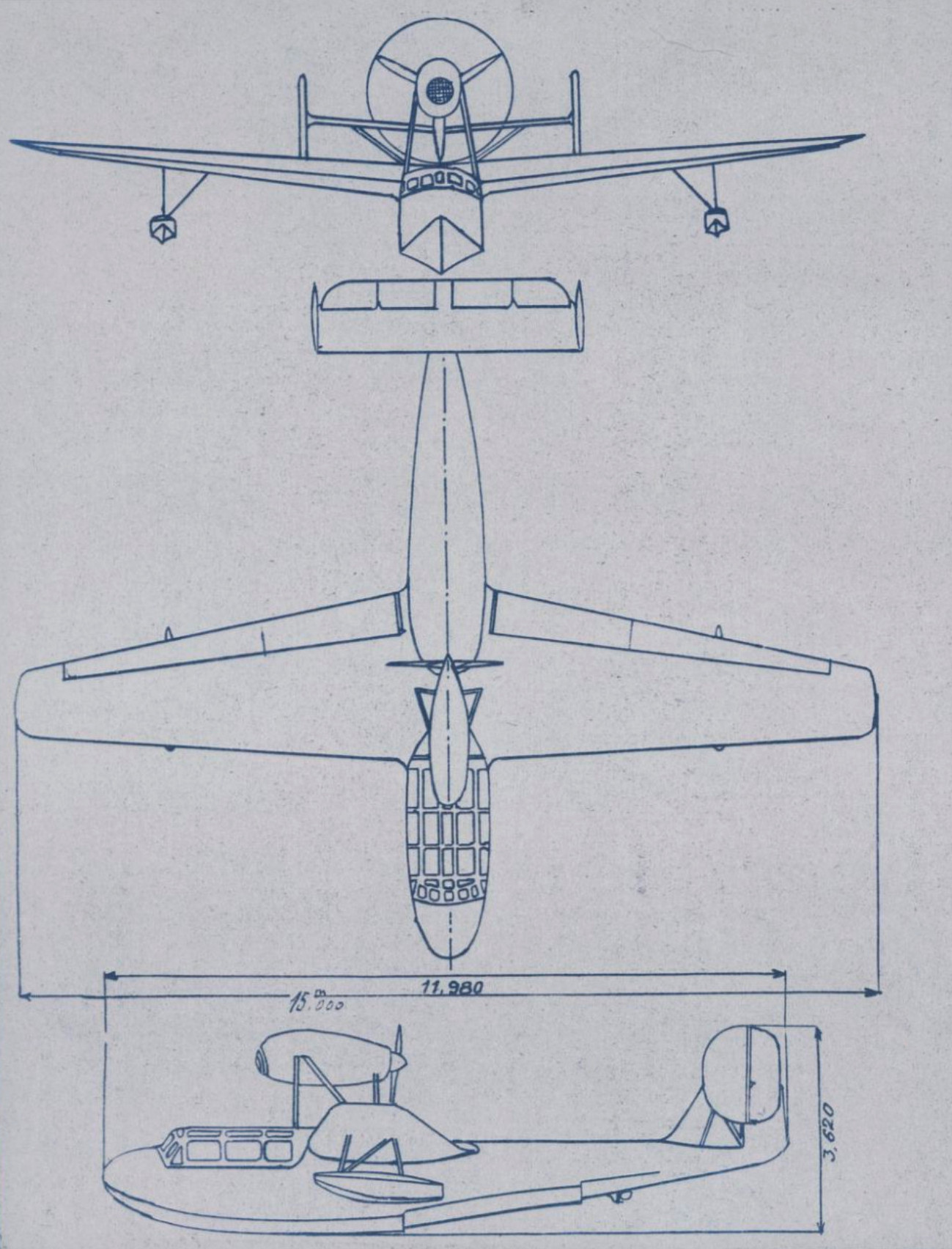
Dreiseitenansicht

| Kenngröße             | Daten                                        |
| --------------------- | -------------------------------------------- |
| Besatzung             | 2                                            |
| Passagiere            | 2                                            |
| Länge                 | 11,70 m                                      |
| Spannweite            | 15 m                                         |
| Höhe                  | 3,62 m                                       |
| Flügelfläche          | 32 m²                                        |
| Flügelstreckung       | 7,0                                          |
| Leermasse             | 1778 kg                                      |
| max. Startmasse       | 2500 kg                                      |
| Reisegeschwindigkeit  | 200 km/h                                     |
| Höchstgeschwindigkeit | 230 km/h                                     |
| Dienstgipfelhöhe      | 5000 m                                       |
| Reichweite            | 1000 km                                      |
| Triebwerke            | 1 × Kolbenmotor Potez 8D mit 235 kW (320 PS) |